# فالنتين نيجرو
فالنتين نيجرو (بالرومانية: Valentin Negru)‏ هو لاعب كرة قدم روماني في مركز الوسط، ولد في 4 سبتمبر 1982 في بوخارست في رومانيا. لعب مع أونيريا أورزيتشيني وبوليتنيكا ياشي ورابيد بوخارست وستيودينتيسك بوخارست ونادي بترولول بلويشتي.

## وصلات خارجية
- فالنتين نيجرو على موقع قاعدة بيانات كرة القدم.إي يو (الإنجليزية)
- فالنتين نيجرو على موقع Soccerway.com (الإنجليزية)
- فالنتين نيجرو على موقع عالم كرة القدم.نت (الإنجليزية)